# Cantó de Colombes-Sud
El cantó de Colombes-Sud és un antic cantó francès del departament dels Alts del Sena, que estava situat al districte de Nanterre. Comptava amb part del municipi de Colombes.

## Municipis
- Colombes (part)

## Història
| Data d'elecció                           | Identitat         | Partit | Qualitat |
| ---------------------------------------- | ----------------- | ------ | -------- |
| 1967-1976                                | Pierre Lagravère  | CD     |          |
| 1976-1982                                | Dominique Frelaut | PCF    |          |
| 1982-2001                                | Alain Aubert      | RPR    |          |
| 2001-                                    | Nicole Gouéta     | RPF    |          |
| les dades anteriors no són pas conegudes |                   |        |          |
|                                          |                   |        |          |

## Demografia
| A partir de 1990: Població sense dobles comptes |